# Martina Hefter

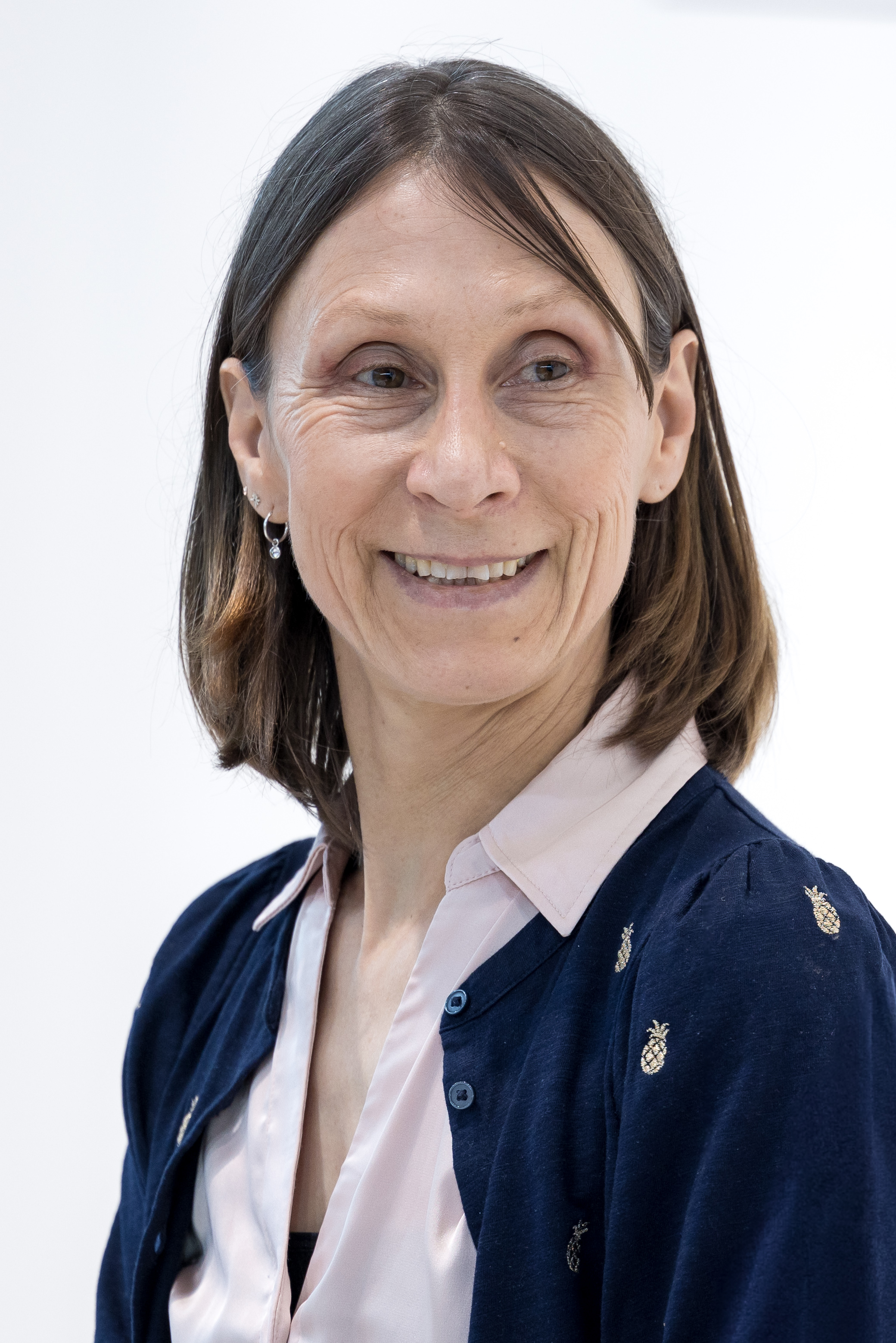
Martina Hefter auf der Frankfurter Buchmesse 2024

Martina Hefter (* 11. Juni 1965 in Pfronten) ist eine deutsche Schriftstellerin und Performancekünstlerin. Ihre Werke wurden mehrfach ausgezeichnet. Dabei erhielt sie sowohl für ihre Lyrik als auch für ihre Prosa bedeutende Literaturpreise.

## Leben
Martina Hefter absolvierte eine Ausbildung in zeitgenössischem Bühnentanz in München und Berlin. Anschließend studierte sie am Deutschen Literaturinstitut in Leipzig, wo sie seit 1997 wohnt und als Performancekünstlerin und Schriftstellerin arbeitet. Sie verbindet in ihren Werken sprachliche mit tänzerischen Elementen. So initiierte sie 2012 das Projekt „Bewegungsschreiber. Dichtung trifft Tanz“ am Dock 11 (Berlin) und gestaltete im August 2013 im Rahmen des Projekts „Sprechende Gänge. KOOKwalks durch Berlin“ ein choreografisches Spiel, in dem eine räumliche Installation aus Meinungen und Haltungen zu Gedichten entstand.
Nach ihrem in Leipzig spielenden Debütroman Junge Hunde (2001) mit deutlich autobiografischen Spuren sowie zwei weiteren Prosawerken publizierte Martina Hefter mehrere Gedichtbände beim Verlag Kookbooks. 2024 legte sie mit Hey guten Morgen, wie geht es dir? ihren ersten Roman seit 16 Jahren vor. Kritiker lobten unter anderem dessen poetische Sprache. Für die Jury des Deutschen Buchpreises „navigiert [der Roman] zwischen Melancholie und Euphorie, reflektiert über Vertrauen und Täuschung“.
Ergänzend zu ihren künstlerischen Tätigkeiten nimmt sie Lehraufträge an der Burg Giebichenstein/Halle und am Deutschen Literaturinstitut wahr.
Martina Hefter ist mit dem Schriftsteller Jan Kuhlbrodt verheiratet, das Paar hat zwei Töchter.

## Hey guten Morgen, wie geht es dir?(2024)
Hefters Roman Hey guten Morgen, wie geht es dir? (2024) erzählt die Geschichte von Juno, einer Tänzerin, die mit ihrem schwerkranken Ehemann Jupiter lebt und sich nachts in die Welt des Love-Scammings flüchtet. Juno nutzt die Online-Begegnungen zur Erschaffung einer alternativen Identität und zum Entfliehen aus ihrem Alltag, was ihr eine Form von Freiheit bietet, die in ihrem realen Leben fehlt. Im Austausch mit einem Betrüger namens Benu entsteht eine unerwartete Verbindung. Das Buch wurde 2024 mit dem Deutschen Buchpreis ausgezeichnet.

## Auszeichnungen
- 2002: Stipendium der Kulturstiftung Sachsen
- 2003: Literaturstipendium der Stadt Leipzig
- 2005: Förderpreis zum Lessing-Preis des Freistaates Sachsen
- 2005: Hermann-Lenz-Stipendium
- 2005: Nominierung für den Ingeborg-Bachmann-Preis
- 2008: Lyrikpreis Meran[9]
- 2018: Lyrikpreis München
- 2024: Literaturpreis der Landeshauptstadt Wiesbaden[10]
- 2024: Deutscher Buchpreis für Hey guten Morgen, wie geht es dir?[11]
- 2024: Großer Preis des Deutschen Literaturfonds[12]
- 2024: Prix Grand Continent für Hey, Guten Morgen, wie geht es dir?[13]

## Werke
- Junge Hunde. Roman. Alexander Fest, Berlin 2001, ISBN 3-8286-0166-9.[14]
- Zurück auf Los. Roman. Wallstein-Verlag, Göttingen 2005, ISBN 3-89244-841-8.
- Noch auf dem Bahnsteig …, gelesen beim Ingeborg-Bachmann-Preis 2005 (Volltext auf den Seiten des ORF)
- Die Küsten der Berge. Roman. Wallstein-Verlag, Göttingen 2008, ISBN 978-3-8353-0330-0.
- Nach den Diskotheken. Gedichte (= Reihe Lyrik. Bd. 17). kookbooks, Idstein 2010, ISBN 978-3-937445-41-0.
- Vom Gehen und Stehen. Ein Handbuch (= Reihe Lyrik. Bd. 30). kookbooks, Idstein 2013, ISBN 978-3-937445-55-7.
- Ungeheuer. Stücke/Gedichte (= Reihe Lyrik. Bd. 46). kookbooks, Idstein 2016, ISBN 978-3-937445-77-9.
- Es könnte auch schön werden (= Reihe Lyrik. Bd. 57). kookbooks, Idstein 2018, ISBN 978-3-937445-90-8.[15]
- In die Wälder gehen, Holz für ein Bett klauen. kookbooks, Berlin 2020, ISBN 978-3-948336-10-3.[16]
- Hey guten Morgen, wie geht es dir? Klett-Cotta, Stuttgart 2024, ISBN 978-3-608-98826-0.